# Sample Tracker
Sample Tracker je hudební editor pro počítače Sinclair ZX Spectrum a kompatibilní (například Didaktik), ve kterém je možné skládat samplovanou hudbu. Jedná se o program českého původu, autorem je CBM (Miroslav Jelínek), program byl vydaný v roce 1992. Program navazuje na program Soundtracker polského původu, který je ovšem určen pro skládání hudby generované čipem AY-3-8912.
Skládání hudby se provádí trackerovým způsobem, nikoliv zápisem not. Skladba je rozdělena na pozice, ke které jsou přiřazeny patterny, které na dané pozici mají být přehrávány.
Hudbu je možné přehrávat pomocí:
- vestavěného reproduktoru počítače (1bitová kvalita),
- čipu AY-3-8912 (4bitová kvalita),
- 3kanálového D/A převodníku (8bitová kvalita),[1]

později bylo doplněno přehrávání pomocí:
- jednokanálového Covoxu,
- dvoukanálového Covoxu,
- čtyřkanálového zařízení Soundrive.[2]

Verze Sample Trackeru 2.0d je rozšířená o spolupráci s disketovým řadičem MB02.